# セルシウス (クレーター)
セルシウス (Celsius) は、月の表側にある衝突クレーターであり、アルタイ壁の南端から南西へ約300キロメートルの地点に位置している。温度の単位であるセルシウス度を考案したスウェーデンの物理学者および天文学者、アンデルス・セルシウスにちなんで名づけられた。
セルシウスはクレーター密度がとても高い地域の中に位置しており、北西約70キロメートルの地点にはザクート、東方約60キロメートルの地点にはラビ・レヴィ、南南西約100キロメートルの地点にはビュッシングが位置している。
セルシウスの周壁は隕石の衝突などによって激しく風化しており、特に南西の周壁は複数の小クレーターによって大きく損傷している。北の周壁には谷のような隙間が開いており、セルシウスの従属クレーター「セルシウスA」の底面と接続している。セルシウスの底面は平坦で特徴がなく、中心のやや北寄りに従属クレーター「セルシウスH」が位置しているだけである。

## 従属クレーター
セルシウスのごく近くにある小さな無名のクレーターについては、アルファベットを付加することによって識別される。
| 名称 | 月面緯度     | 月面経度     | 直径  |
| ---- | ------------ | ------------ | ----- |
| A    | 南緯 33.0 度 | 東経 20.5 度 | 14 km |
| B    | 南緯 34.6 度 | 東経 19.7 度 | 6 km  |
| D    | 南緯 34.7 度 | 東経 19.1 度 | 19 km |
| E    | 南緯 32.9 度 | 東経 20.1 度 | 11 km |
| H    | 南緯 33.8 度 | 東経 20.1 度 | 6 km  |